# TV Show King 2
TV Show King 2 es un popular videojuego de WiiWare lanzado a finales del 2009. El juego fue lanzado como la secuela del primer TV Show King con nuevos eventos, tipos de juego y por primera vez se puede jugar en línea con jugadores de cualquier parte del mundo.
El juego permite formular nuevas preguntas que podrían aparecer en el programa descargando el paquete de preguntas inventadas por otros jugadores. También es posible jugar en el modo clásico o con las fórmulas Cara a cara y Eliminación.
- Datos: Q5555508